# ゾム
ゾム（Zome。ゾム・システム (Zome System)、ゾムツール (Zometool) とも呼ばれる）は、組立玩具（知育玩具）の一種である。アメリカのゾムツール社 (Zometool Inc.) が開発・製造・販売を行っている。日本では、会社名と同じゾムツール (Zometool) の名前で呼ばれることが多い。

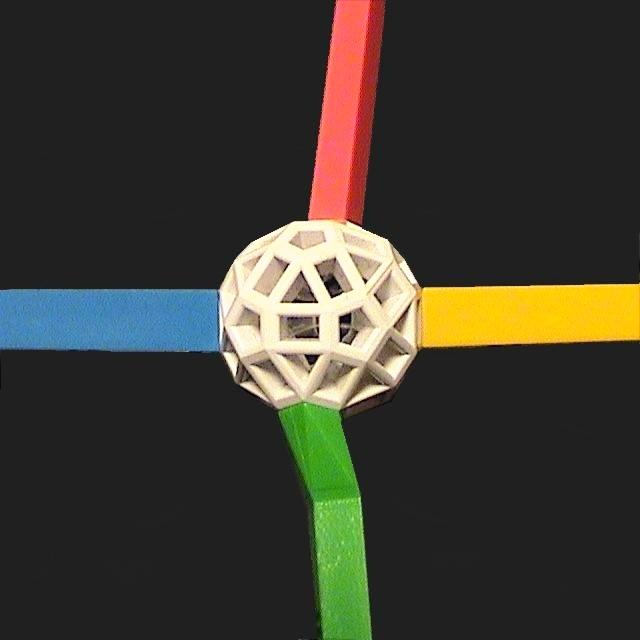
ゾムのノードとストラット

ゾムはノードと呼ばれる直径約18mmのABS樹脂製のボールに、数種類のサイズ・形状をもったストラット（ABS樹脂製の棒）を突き刺して立体物（いわゆるワイヤー・フレーム）を構築する。
ノードは半正多面体の一種である斜方二十・十二面体を元にしており、本来は正方形の部分が長方形になっている。また正三角形・長方形・正五角形の形をした合計62個の穴があり、ここに各色のストラットを差し込む。
差し込むストラットの色は、穴の形によって決まっており、
- 黄（穴の形は正三角形、穴の数は20）
- 青（穴の形は長方形、穴の数は30）
- 赤・緑（穴の形は正五角形、穴の数は12）

の各色が存在する。各色のストラットには数種類の長さがあり、各色毎にそれぞれの長さの比は黄金比になっている。
平面図形としては6種類の正多角形（正三角形・正方形・正五角形・正六角形・正八角形・正十角形）、立体的には5種類すべての正多面体（正四面体・正六面体・正八面体・正十二面体・正二十面体）、大部分の半正多面体や準正多面体、およびその双対図形を構築することが可能である。また、DNAモデル、切頂二十面体（バッキーボール、サッカーボールの形状、フラーレン 炭素C60の分子構造）、カーボンナノチューブ、様々なドーム形状、ゾムのノード自身などが構築可能である。また、四次元超立体である６種類の正多胞体の三次元投影図も構築できる。

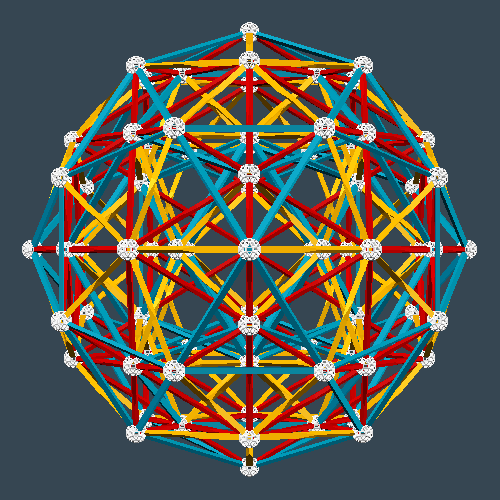
正六百胞体の三次元投影図